# Japán esztétika
A japán esztétika nyugati kutatása alig több mint 200 éves. A japán esztétika ősi eszmények gyűjteménye, amely magába foglalja a vabit (egyszerű, szerény ízlés ), a szabit (elegáns egyszerűség ) és a júgent (sejtelmes báj és finomság). A fentiek és ezekhez hasonló eszmék határozzák meg, hogy a japán kultúrában és esztétikában mit tartanak szépnek és ízlésesnek. Míg a nyugati társadalmakban ilyen fogalmakkal csupán a filozófiában találkozunk, addig Japánban ez a mindennapi élet része. A mai japán esztétika a régi hagyományok, az új eszmék és más kultúrák hatásainak a keveréke.

## Sintoizmus–buddhizmus

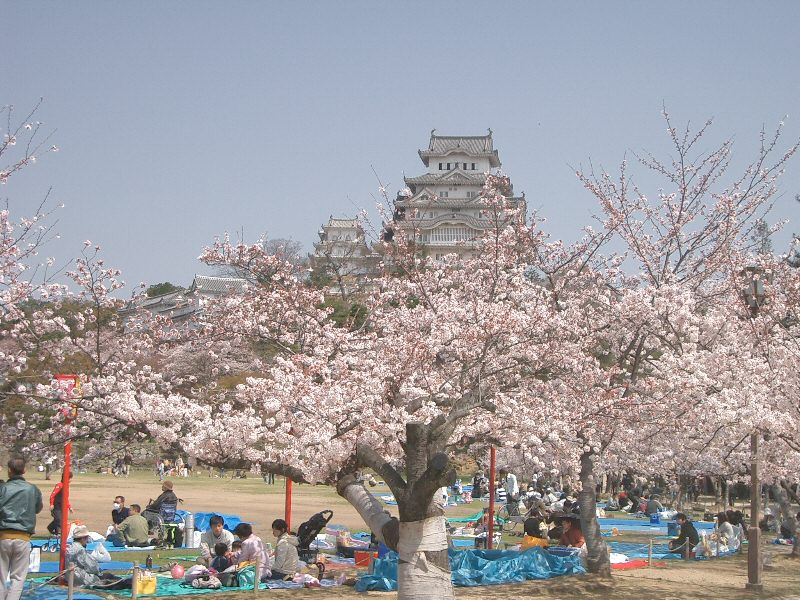
Hanami cseresznyefa virágzás nézés (Himedzsi várkastély)

A sintó a japán kultúra alapját képezi. Fontos eleme a természet tisztelete, aminek egyik legszebb kifejeződése a tájkép. A japán esztétika egyik alapját képezi – a buddhizmus mellett. A buddhista hagyományban azt tartják, hogy minden az ürességből lett és ürességé lesz. Viszont ez az „üresség” sokkal inkább lehetőségeket jelent mint valami féle abszolút űrt. Ha ezeket a lehetőségekre úgy tekintünk mint a tengerre, akkor a világon minden olyan mint egy hullám ami a tengerből emelkedik ki, és oda is tér vissza. Nincsenek állandó és tökéletes hullámok, még csúcspontjukon sem befejezettek. A természet olyan mint egy változó egész, ami tiszteletre méltó és megbecsülendő. Ez a természet-tisztelet az alapja sok japán eszmének, a „művészetnek” és más kulturális elemnek. Ebben a tiszteletben a művészet – vagy ezzel egyenértékű eszmék – fogalma jelentősen eltér a nyugati felfogástól.(lásd japán művészet)

## Vabi-szabi
A vabi és a szabi kifejezések a mindennapi élethez való figyelmes viszonyulásra vonatkoznak. A vabi egyszerű, szerény ízlést, a szabi elegáns egyszerűséget jelent . Az idők folyamán a két fogalom összekapcsolódott és ma már vabi-szabiként használják. A még bimbózó és a már hervadó virágok a mulandóság benyomását keltik, ezért sokkal inspirálóbbak, mint teljesen teljesen virágba borultak. A változás folyamatát szépnek tartják, mivel a szépség a tudatosság változó állapota, amely a földi életben az egyszerűségben mutatkozik meg. A természet finom jeleinek felismeréséhez nyugodt lélekre és kifinomult szellemre van szükség. A zen filozófiában a vabi-szabi eléréséhez hét esztétikai alapelv ismerete szükséges. Furinszei – nem szimmetrikusság, szabálytalanság; kanszo – egyszerűség; koko – alapvető természeti erők; sizen – színlelés nélküliség, természetesség, júgen –  rejtett báj és finomság; dacuzoku – szabadság, előítélet mentesség; szeidzsaku – nyugalom. Ezek az alapelvek a természetben megtalálhatóak és az emberi viselkedést és jellemet szimbolizálják. Az erények másrészről a művészetek tiszteletében és gyakorlásában mutatkoznak meg. Ettől van az esztétikai ideálnak egy másodlagos jelentése is, amely áthatja a japán kultúra nagy részét.

## Mijabi

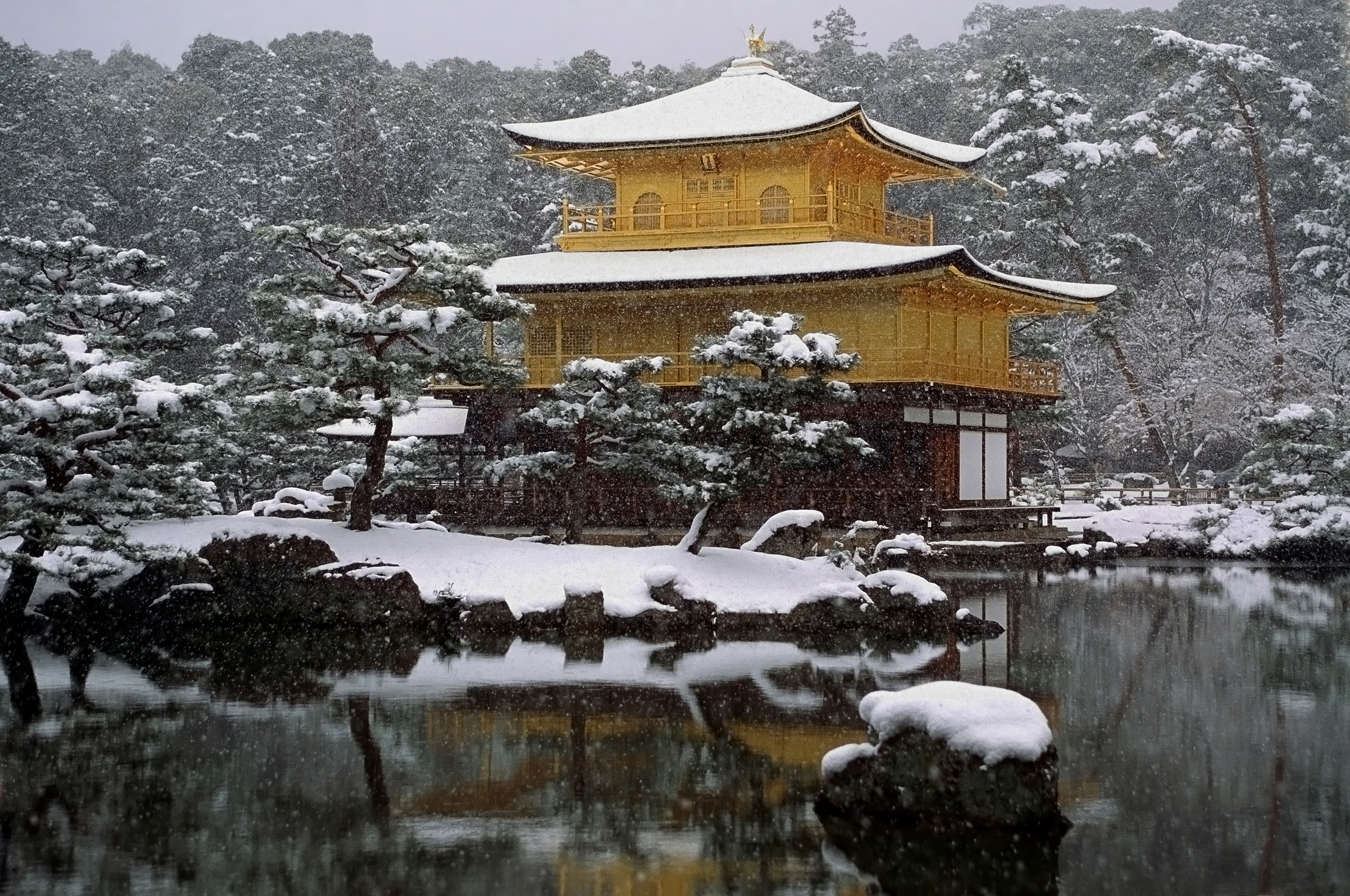
Aranypavilon temploma (Kinkakudzsi)

A mijabi(雅)egyike a legrégibb japán esztétikai ideáloknak, bár nem annyira elterjedt és jelentős, mint a vabi-szabi. A mai japán nyelvben általában kifinomult eleganciának szokták fordítani. A mijabi nemes eszménye megköveteli minden komolytalan és közönséges dolog elhagyását, a szokások tökéletesítését és a szép beszédet. Kirekeszt minden durvaságot és kegyetlenséget, hogy elérje a legnagyobb tiszteletet. Ezt fejezi ki a szépség iránti érzékenysége, mely a Heian-kor jellemzője volt. A mijabit sokszor kapcsolatba hozzák a mono no avare kifejezéssel, az elmúlás szomorkás érzésével. Ezért gondolják, hogy a dolgok elmúlása jól mutatja a mijabi átérzését.

## Sibui

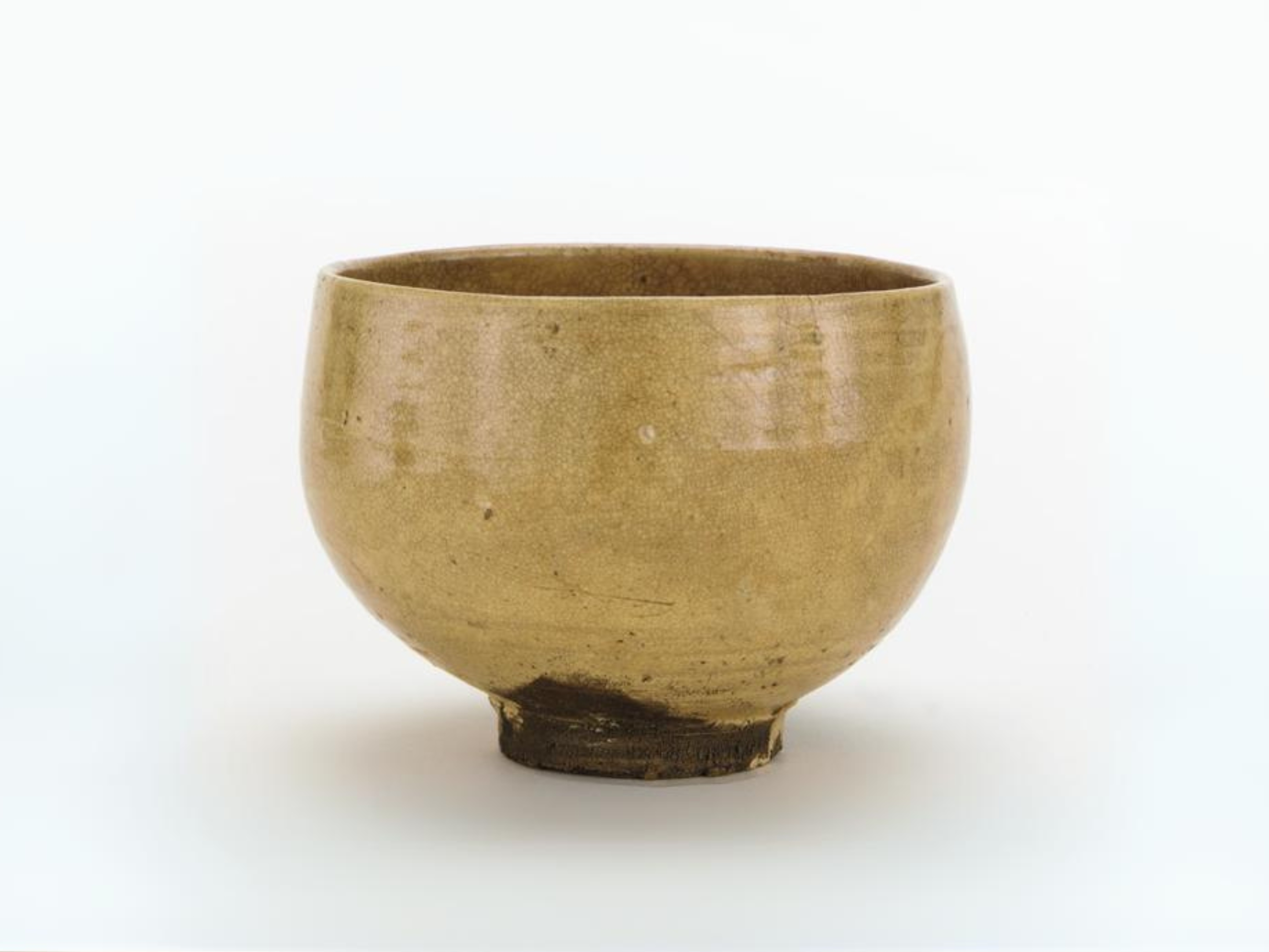
18. századi teás csésze

Sibui (渋い)(melléknév), sibumi (渋み)(főnév) vagy sibusza (渋さ) (főnév). Ezek az egyszerű szépségre, finomságra és befolyásmentes szépségre vonatkoznak. Maga a kifejezés a Muromacsi-korból származik és eredetileg a fanyar, rideg ízlésre vonatkoztak, mint a fanyar gyümölcs. A sibui megmaradt eredetei jelentésénél, az amai(甘い), édes jelentésű kifejezés ellentéte. A japán esztétika többi kifejezéséhez hasonlóan – iki, vabi-szabi – a sibui kifejezés is széles tárgykörre vonatkozik, nem csupán a művészetekre és az öltözködésre.
A sibui tartalmazza az alábbi fontos követelményeket: (1) Mindenekelőtt egyszerűnek, letisztultnak kell lennie, viszont magába kell foglalnia olyan finom részleteket, mint az anyagok felülete ami megteremti az összhangot az egyszerűség és az összetettség között. (2) Ez az egyensúly biztosítja, hogy az ember soha nem un meg egy sibui tárgyat, hiszen mindig talál benne értékes, új részleteket és jelentéseket, amelyek biztosítják a tárgyak évek során növekvő esztétikai értékét. (3) A sibuit nem szabad összekeverni a vabival vagy a szabival. Igaz sok vabi vagy szabi sibui, de nem minden sibui vabi vagy szabi. A vabi vagy szabi tárgyak sokkal szigorúbbak lehetnek, néha szándékosan törekednek a tökéletlenségre, hogy művészi hatást keltsenek. (4) A sibui keskeny mezsgyén egyensúlyoz az ellentétes esztétikai fogalmak között (mint a finomság és durvaság, az ösztönösség és szabályozottság).

## Iki
Az iki (いき, sokszor írják 粋) hagyományos esztétikai eszmény Japánban. Alapját az Edo-korban, Tokugava-korban (1603-1868) a városi kereskedők (csónin) alakították ki. Az iki az egyszerűséget, a kifinomultságot, az ösztönösséget és az eredetiséget fejezi ki. Rövid életű, egyenes, mértékletes és öntudatos. Az iki nem teljesen választékos; bonyolult, hatásvadász. Jelentheti az ember személyiségét, jellemző vonásait vagy mesterséges jelenség, amely bemutatja az emberi akaratot vagy tudatosságot. Az ikit a természeti jelenségek leírására nem használják, de kifejezheti a természet iránti megbecsülést vagy az emberi természetet. A japán kultúrában a tárgyak jellemzésére használják. Amennyiben emberre vonatkoztatják (mit csinál vagy birtokol), különleges elismerésnek számít. Az iki nem található meg a természetben, ugyanakkor hasonlít a vabi-szabira abban, hogy figyelmen kívül hagyja a tökéletességet. Az iki egy sokrétű kifejezés, az érzékiség ízléses megjelenése is lehet. Szótanilag az iki gyöke tisztaságot, hamisíthatatlanságot jelent, habár másodlagos jelentése az élet élvezete.

## Júgen

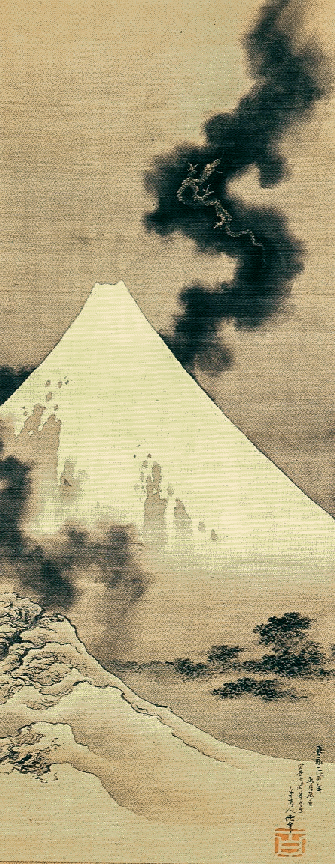
The Dragon of Smoke Escaping from Mt Fuji, Hokuszai

A júgen (幽玄) fontos fogalom a hagyományos japán esztétikában. A szó pontos jelentése nagyban függ a szövegkörnyezettől. A kínai filozófiai szövegekből vették át, a jelentése homályos, mélységes, rejtélyes. A japán vaka költészetben a dolgok finoman mélységes voltának leírására használták ami csak utalásként jelenik meg a műben. A júgen sugalmazza a szavak mögöttes tartalmát, de ez nem egy másik világra való utalás. Az itteni világról és tapasztalatról szól.

## Geidó

Haszegava Tóhaku Fenyőfák 1593

A geidó (芸道) kifejezés a japán művészeti ágakra vonatkozik: Nó (能) (színház), kadó (華道) (japán virágrendezés), sodó (書道) (kalligráfia), szadó (茶道) (japán teaszertartás), jakimono (焼物) (japán fazekasság). Ezek mindegyikének van egy másodlagos erkölcsi és esztétikai jelentése, továbbá megtanítják megbecsülni az alkotás folyamatát. A japán harcosok, hogy a képzésük során elvárt fegyelmet megszokják, a művészetek elvárásait vették példának, hiszen mindkettőnél fontos az előírt szabályok pontos betartása és a folyamatos gyakorlás. A harci gyakorlatok egyesítik magukban a művészetek útját (geidó), magát a művészetek gyakorlását, beleszövik az esztétikai elveket (például júgen) és a művészet filozófiáját (geido ron). Ez vezetett el ahhoz, hogy harcművészetként beszélnek róla, és mind a mai napig művészetnek tekintik, művészeti ágként van jelen.

## Enszó

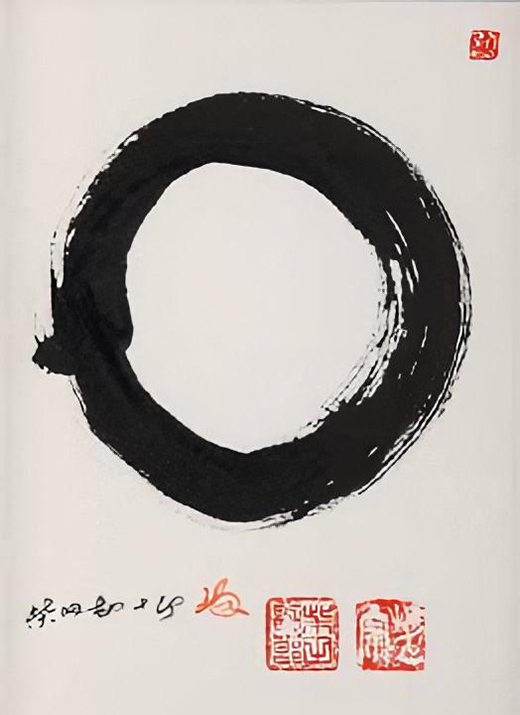
Kandzsuro Sibata XX:Enszó
Enso ca. 2000

Az enszó (円相) jelentése „kör”. Szimbolizálja a Mindenséget, megvilágosodást, erőt, eleganciát, világegyetemet és az ürességet, akár magát a japán esztétikát is. A zen buddhista kalligráfusai úgy gondolták, hogy a művész jelleme tökéletesen megmutatkozik abban hogyan írja le az enszót. Néhány művész naponta gyakorolta, mint egy szellemi gyakorlatot.

## Gasztronómia
A japán konyhában sok hagyományos esztétikai alapelv valósul meg (lásd kaiszeki (懐石)).

## Kavaii
Ez egy modern jelenség az 1970-es évektől. A kavaii a japán nyelvben aranyos (szó szerinti fordításban szeretnivaló) jelentésű. A pop-kultúrában, a szórakoztatóiparban, az öltözködésben, az étkezésben, a játékok, a megjelenés és a viselkedés szempontjából fontos esztétikai kifejezés lett. Mivel ez egy kulturális jelenség, egyre inkább elfogadottá válik Japánban a kultúra és a nemzeti identitás részeként. Tomojuki Szugijama, a „Cool Japan” szerzője szerint a kifejezés a japán harmónia-szerető kultúrájában gyökerezik és a Muszasi Egyetem (Tokió)szociológia professzora, Nobujosi Kurita kijelentette, hogy ez egy bűvös kifejezés, ami magába foglal mindent, ami elfogadható és kívánatos Japánban.

## Kapcsolódó irodalom
- Gáncs Nikolasz. Shodó. Az ecset útja. Budapest, [Magánkiadás], 2009. ISBN 978-963-06-8524-5
- Itou Nobuo. Japán művészet. Budapest, Corvina, 1980. ISBN 963-13-05783
- Murase, Miyeko. Bridge of dreams: the Mary Griggs Burke collection of Japanese art. New York, The Metropolitan Museum of Art, 2000. ISBN 0-87099-941-9.
- Herbert, Jean. Shinto; at the fountain-head of Japan. Stein and Day, 1967 ASIN B0006BOJ8C.
- Koren, Leonard. Wabi Sabi for artists, designers, poets and philosophers. Berkeley, CA: Stone Bridge Press, 1994. ISBN 1-880656-12-4.
- Carter, Robert E.. Japanese arts and self-cultivation. New York, NY: • SUNY Press, 2008. ISBN 978-0-7914-7254-5.
- Yamazaki, Masakazu – J. Thomas Rimer. On the Art of the No Drama : The Major Treatises of Zeami. Princeton, NJ: Princeton University Press, 1984. ISBN 0-691-10154-X.
- Seo, Audrey Yoshiko; Addiss. The Art of Twentieth-Century Zen. Stephen, Boston: Shambhala Publications, 1998. ISBN 978-1-57062-358-5
- Ikegami, Eiko. Bonds of Civility: aesthetic networks and the political origins of Japanese culture. New York, NY: Cambridge University Press, 2005. ISBN 0-521-60115-0.
- Tazawa Yukata. A japán kultúra története. Budapest, Artunion, 1987. ISBN 963-01-8534-2

## Fordítás
Ez a szócikk részben vagy egészben  a   Japanese aesthetics című angol Wikipédia-szócikk ezen változatának fordításán alapul.  Az eredeti cikk szerkesztőit annak laptörténete sorolja fel. Ez a jelzés csupán a megfogalmazás eredetét és a szerzői jogokat jelzi, nem szolgál a cikkben szereplő információk forrásmegjelöléseként.